# Morlana
Morlana est l'une des chansons du groupe béarnais Nadau. Sortie en 2003, elle est composée en béarnais. 
Très populaire dans toute l'Occitanie et encore davantage en Béarn, cette chanson a pour cadre le village de Morlanne. Elle est considérée comme un classique du groupe.